# Iwalewahaus

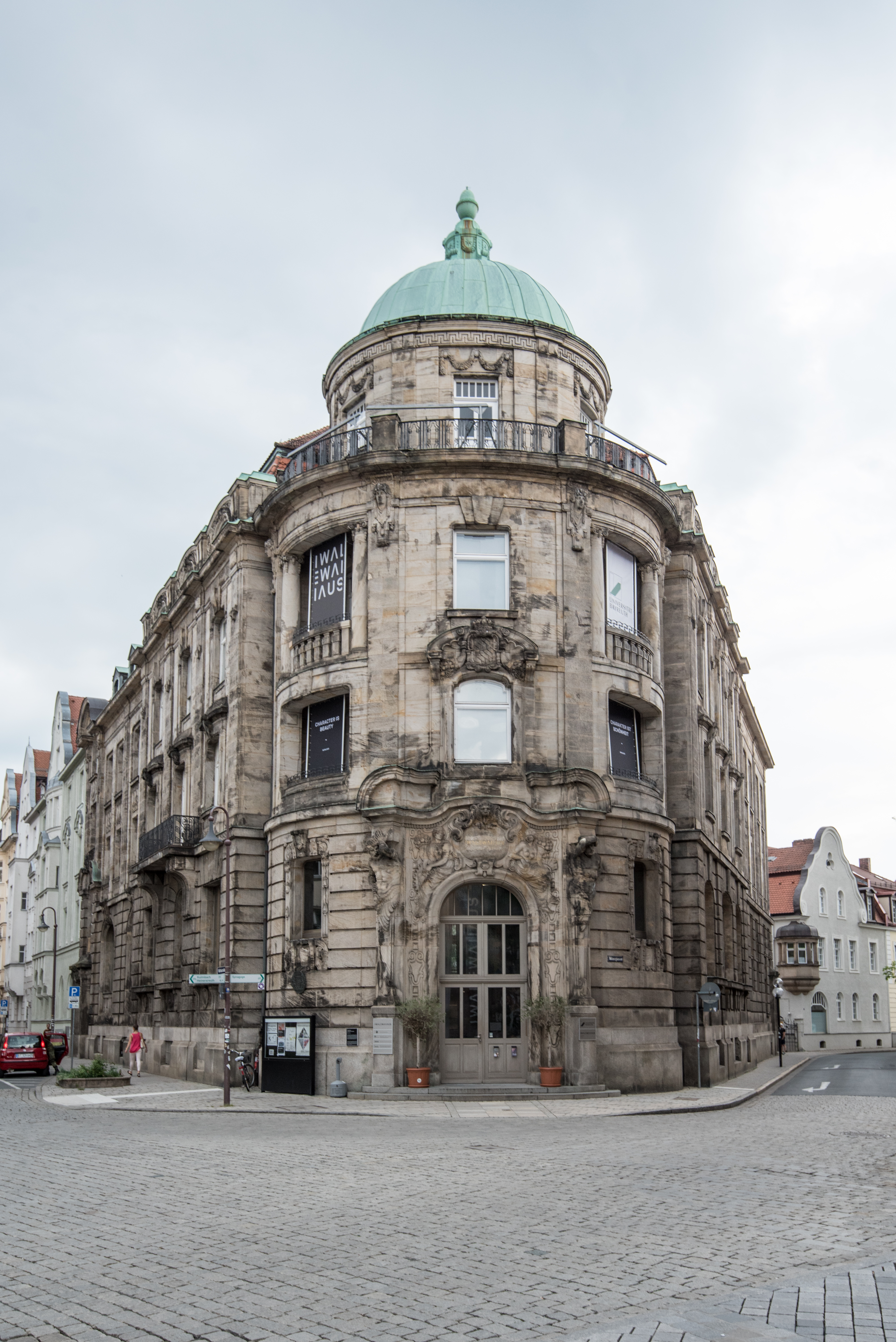
Iwalewahaus in der Wölfelstraße 2

Das Iwalewahaus als Teil der Universität Bayreuth präsentiert wechselnde Ausstellungen zeitgenössischer außereuropäischer Kunst, insbesondere zeitgenössischer Kunst aus Afrika und der afrikanischen Diaspora. Das Haus hat den Auftrag, die Gegenwartskultur Afrikas zu erforschen, zu dokumentieren und zu lehren. Die Schwerpunkte sind neben bildender Kunst auch afrikanische Alltagskultur, Medien und Musik. Das Iwalewahaus bietet Raum für Vorträge zur afrikanischen Gegenwartskultur, Tagungen, Konzerte, Filmvorführungen und Lesungen.

## Forschung und Lehre
Das Iwalewahaus betreibt kunst- und kulturwissenschaftliche Forschung in Afrika und seiner Diaspora und präsentiert die Forschungsergebnisse in thematischen und monografischen Ausstellungen einer breiten Öffentlichkeit. Die meisten Iwalewahaus-Projekte entstehen in enger Kooperation mit anderen Institutionen in Afrika und Europa und werden von Publikationen begleitet. Den Themenschwerpunkt der Forschung bilden die Gebiete der zeitgenössischen Kunst, der Populärkultur, der Medien – insbesondere Fotografie und Film –, der afrikanischen Moderne und der Museologie. Dazu gehören die Projekte Africa Screams – Das Böse in Kino, Kunst und Kult (2004); Black Paris (2006); Hidden Pages, Stolen Bodies (2009); Piga Picha! (2008/2010) und Iwalewa - Quatre vues de l’Afrique contemporaine (2013).
Die am Iwalewahaus betriebene Lehre konzentriert sich vor allem auf vier Bereiche: Kunstwissenschaft mit Afrikabezug, Aspekte der afrikanischen Populärkultur, Institutionalisierung und Interaktion von Kunstwelten sowie allgemeine Fragen der Mediengeschichte und des Studiums visueller Kultur. Für die Teilnehmer der Studiengänge „Kultur und Gesellschaft Afrikas“, „Ethnologie“ und „Afrikanische Sprachen, Literaturen und Kunst“ wird der kunstspezifische Teil des Studiums von den Lehrveranstaltungen des Iwalewahauses entsprechend der oben erwähnten Schwerpunktsetzung abgedeckt. Seit 2012 wird im Masterstudiengang „Kultur und Gesellschaft Afrikas“ ein Modulbereich „Kunst und Kuration“ mit Praxisteil angeboten.

## Sammlung
Das Iwalewahaus verfügt über eine in Deutschland einzigartige Sammlung moderner und zeitgenössischer bildender Kunst aus Afrika, Asien und dem pazifischen Raum. Schwerpunkt der Sammlung ist Nigeria, es gibt dort aber auch wichtige Werke aus dem Sudan, Mosambik, Tansania, DR Kongo, Haiti, Indien, Papua-Neuguinea und Australien. Die Sammlung beruht zum großen Teil auf der Privatsammlung Ulli Beiers, dessen Leben in engem Zusammenhang mit der Förderung der frühen modernen nigerianischen Kunst stand. Von internationaler Bedeutung sind die Gemäldesammlung, insbesondere der Oshogbo-Schule sowie die Grafiksammlung mit einem Schwerpunkt auf der nigerianischen Nsukka-Kunstschule. Neben bildender Kunst beherbergt das Archiv des Iwalewahauses eine umfangreiche Sammlung zeitgenössischer afrikanischer Musik, von Videofilmproduktionen aus Nigeria und Ghana und afrikanischer Textilien. Hinzugekommen sind private Stiftungen, die vom Iwalewahaus genutzt werden.

## Namensgebung
Das Sprichwort Iwalewa stammt aus der Sprache der Yoruba, einer der drei großen ethnischen Gruppen aus dem Südwesten Nigerias. Wörtlich übersetzt bedeutet Iwalewa „Charakter ist Schönheit“. Der Begriff Iwa steht dabei für den „guten Charakter“, wobei die ursprüngliche Bedeutung des Begriffs Iwa sich mit „Dasein“ oder „Existenz“ übersetzen lässt. Unter Beachtung dieser zweiten Bedeutungsebene wird die Erklärung Ulli Beiers zur Namensgebung des Hauses verständlich:

„Wir haben dieses Haus Iwalewa getauft, weil wir hier nicht die Exotik fremder Kulturen präsentieren wollen. Wir wollen uns hier nicht nur mit der formalen Schönheit fremder Kunstgegenstände befassen, wir wollen versuchen, ihre wahre Identität, ihr Iwa zu begreifen.“

## Geschichte
Eingeweiht wurde das Iwalewahaus am 27. November 1981 zur Unterstützung des Afrikaschwerpunktes der Universität Bayreuth mit der Zielsetzung außereuropäische Kunst und Kultur einem breiteren Publikum vorzustellen. Gründer und erster Leiter des Iwalewahauses von 1981 bis 1985, war Ulli Beier (1922–2011), ein Connaisseur der Kunst und Kultur Nigerias. Als Beier 1985 nach Papua-Neuguinea ging, übernahm Ronald Rupprecht, der zuvor am Goethe-Institut in Lagos beschäftigt war, die Leitung des Hauses. Von 1987 bis Ende 1996 stand das Haus erneut unter der Ägide von Ulli Beier. Von Januar 1997 bis September 2001 war Till Förster Direktor des Afrikazentrums. Mit dem Weggang Försters an die Universität Basel übernahm im November 2001 Tobias Wendl die Leitung des Hauses. Nach dessen Berufung an die Freie Universität Berlin wird das Iwalewahaus seit März 2010 von Ulf Vierke und stellvertretend von Nadine Siegert geleitet.

## Gebäude

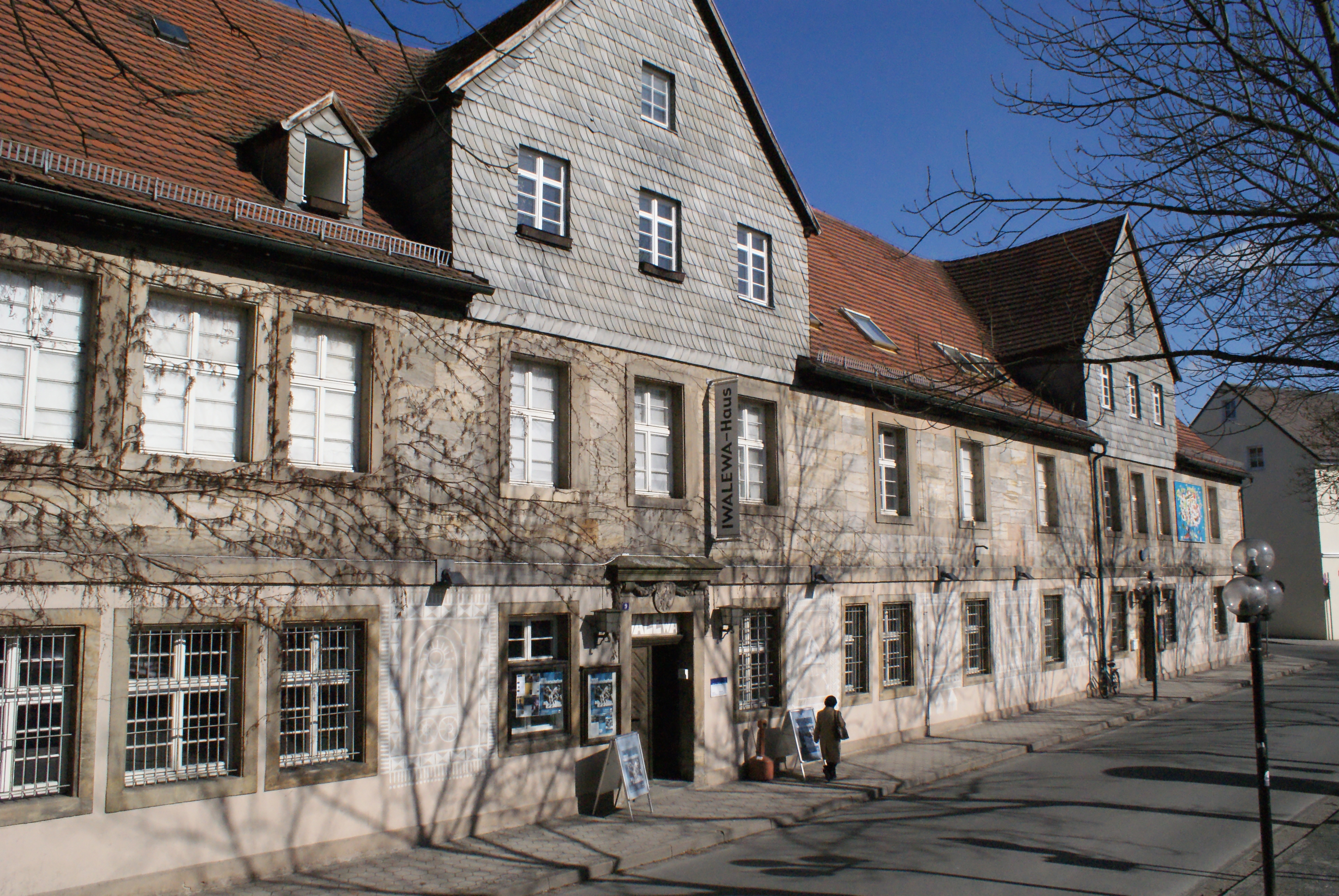
Frontansicht des Iwalewahauses (1981 bis 2013) in der Münzgasse 9

Vom 27. November 1981 bis Ende 2013 hatte das Iwalewahaus sein Domizil in der ehemaligen Markgräflichen Münze, einem denkmalgeschützten Sandsteinbau aus dem 18. Jahrhundert.
Am 4. November 2013 bezog das Iwalewahaus seine neue Residenz in der Wölfelstraße 2. Das Gebäude in der Münzgasse 9 wurde der Israelitischen Kultusgemeinde übergeben. Das vierstöckige neue Domizil im barockisierenden Jugendstil, war 1907 für die Bayerische Staatsbank in Oberfranken errichtet worden. In den 1970er Jahren wurde das Gebäude dann vom Forstamt übernommen und zuletzt von Vermessungsamt und Bauverwaltungen genutzt. Mit Keller und Dachboden verfügt das Gebäude über 2.300 m² Büroräume sowie Ausstellungs- und Archivflächen.

## Iwalewa Art Award
Seit 2015 vergibt die Universität Bayreuth im zweijährigen Turnus den Iwalewa Art Award an junge afrikanische Künstlerinnen und Künstler. Er ist mit einer Künstlerresidenz am Iwalewahaus und einer Ausstellung in Trägerschaft des International Office und der Universität verbunden.
Träger(innen) waren bisher:
- 2015 Délio Jasse (Angola)
- 2017 Kitso Lynn Lelliott (Südafrika)
- 2019 Stacey Gillian Abe (Uganda)
- 2021 Tewa Barnosa (Libyen)[5]